# Agrostis nervosa
Agrostis nervosa är en gräsart som beskrevs av Christian Gottfried Daniel Nees von Esenbeck och Carl Bernhard von Trinius. Agrostis nervosa ingår i släktet ven, och familjen gräs. Inga underarter finns listade i Catalogue of Life.